# Gyrogyne
Gyrogyne é um género botânico pertencente à família Gesneriaceae.

## Espécie
Gyrogyne subaequifolia

## Nome e referências
Gyrogyne W.T.Wang